# Marguerite de Lorraine-Vaudémont (duchesse de Joyeuse)
Pour l’article homonyme, voir Marguerite de Lorraine-Vaudémont.
Marguerite de Lorraine-Vaudémont, née en 1564 et morte en 1625, est une princesse de Lorraine et l'épouse d'Anne de Joyeuse, favori du roi Henri III. 
Elle est la fille de Nicolas de Mercœur et de Jeanne de Savoie-Nemours. Elle a cinq frères et sœurs, dont Philippe-Emmanuel de Lorraine, duc de Mercœur, Charles de Lorraine, et trois autres qui sont morts en bas âge. Marguerite de Lorraine est aussi la demi-sœur de la reine de France Louise de Lorraine-Vaudémont issue du premier mariage de Nicolas de Mercœur.
Par son appartenance à la maison de Lorraine et sa présence à la cour dans la maison de sa sœur, elle appartient aux cercles de la plus haute noblesse du royaume de France dans la deuxième moitié du XVIe siècle.

## Biographie
Marguerite de Lorraine naît au château familial de Nomeny le 14 mai 1564. Elle est une cousine des Guise, une branche de la maison de Lorraine jouant un rôle influant dans le camp catholique dans le cadre des guerres de Religion qui ont débuté en 1562. Elle reçoit l'éducation d'une princesse et apprend donc à lire et à écrire, tout en passant une partie de sa jeunesse à la cour, auprès de sa sœur devenue reine de France en 1575. Très vite, elle suscite l'intérêt d'Alphonse d'Este qui souhaite la voir épouser son fils et héritier, César d'Este. Le roi Henri III s'oppose cependant à cette union, ayant pour projet de la donner en mariage à son favori Anne de Joyeuse. 

### Mariage avec Anne de Joyeuse
Au début des années 1580, un nouveau cercle de favoris naît autour du roi Henri III.  Pour renforcer les liens entre lui et ses plus proches favoris, le roi organise une série de mariages qui redouble les liens de fidélité par des liens familiaux. En tant que belle-sœur du roi, Marguerite de Lorraine est donc fiancée à Anne de Joyeuse, qu'elle épouse le 24 septembre 1581. 

Bal donné à la cour de Henri III à l'occasion du mariage d'Anne de Joyeuse avec Marguerite de Lorraine

Les noces ont lieu à l'église Saint-Germain l'Auxerrois. À cette occasion, des poètes de la Pléiade comme Ronsard et Baïf composent des vers et de la musique, notamment pour le Ballet comique de la reine chorégraphié par Balthazar de Beaujoyeulx. C'est le premier ballet de cour réalisé dans le royaume de France. Marguerite de Lorraine y prend part parmi d'autres membres de la cour, jouant le rôle d'une naïade. Pendant le mois qui suit le mariage, six festins sont organisés par de hauts nobles de la cour en l'honneur des mariés.
Le mariage est aussi l'occasion pour le roi d'ériger les terres de Joyeuse en duché-pairie, ce qui permet à Marguerite de Lorraine de devenir duchesse de Joyeuse après les noces. Le couple reçoit en cadeau de la part du roi la terre et le château de Limours, et possèdent par ailleurs plusieurs maisons à Paris. Marguerite continue cependant de résider principalement à la cour où elle est dame de la maison de la reine. Cette charge lui permet de recevoir 800 livres tournois de gages. Quand elle n'est pas à la cour, elle rend régulièrement visite à la grand-mère d'Anne de Joyeuse, Isabeau de Savoie, à Montrésor.

### Veuvage et remariage
Marguerite de Lorraine devient veuve seulement six ans après son mariage, quand Anne de Joyeuse trouve la mort lors de la bataille de Coutras le 20 octobre 1587. Elle se retire alors auprès de sa sœur Louise de Lorraine. Elle se remarie en 1599 avec François de Luxembourg, duc de Piney. Né en 1542, il est le fils d'Antoine II de Luxembourg et de Marguerite de Savoie. D'abord baron de Piney, il est élevé au rang de duc de Piney par Henri III en 1576. Il vit à l'hôtel du Luxembourg à Paris, mais possède également des terres dans l'est du royaume et autour de Rouen. Les terres en question appartenaient à Anne de Joyeuse, du fait de sa charge de gouverneur de Normandie, et reviennent à François de Luxembourg à son mariage avec Marguerite de Lorraine. 
François de Luxembourg meurt en 1613, laissant Marguerite veuve pour la seconde fois. Elle meurt le 20 septembre 1625 sans avoir laissé de descendance. Elle est inhumée au couvent des Capucines auprès de sa sœur Louise de Lorraine.